# Nadija Kičenoková
Nadija Kičenoková (ukrajinsky Надія Вікторівна Кіченок, Nadija Viktorivna Kičenok, * 20. července 1992 Dněpropetrovsk) je ukrajinská profesionální tenistka a dvojče tenistky Ljudmyly Kičenokové. Ve své dosavadní kariéře vyhrála na okruhu WTA Tour jedenáct deblových turnajů včetně WTA Elite Trophy 2018. V rámci okruhu ITF získala čtyři tituly ve dvouhře a dvacet sedm ve čtyřhře.
Na žebříčku WTA byla ve dvouhře nejvýše klasifikována v lednu 2014 na 100. místě a ve čtyřhře pak v lednu 2022 na 29. místě. Trénuje ji Jurij Čornyj.
V ukrajinském týmu Billie Jean King Cupu debutovala v roce 2010 baráží Světové skupiny proti Austrálii, v níž prohrála čtyřhru po boku Ljudmyly s párem Rennae Stubbsová a Anastasia Rodionovová. Do dubna 2024 v soutěži nastoupila ke jedenácti mezistátním utkáním s bilancí 2–1 ve dvouhře a 4–5 ve čtyřhře.
Ukrajinu reprezentovala na Letních olympijských hrách 2016 v Riu de Janeiru. Do ženské čtyřhry nastoupila po boku sestry Ljudmyly Kičenokové. Soutěž opustily po prohře v úvodním kole od Číňanek Sü I-fan a Čeng Saj-saj. Ve čtvrtfinále pak sestry vypadly na   odložené letní olympiádě 2020 v Tokiu i Hrách XXXIII. olympiády v Paříži. Na tokijském události podhlehly Veronice Kuděrmetovové a Jeleně Vesninové a v areálu Rolanda Garrose je zastavily Španělky Cristina Bucșová se Sarou Sorribesovou Tormovou.

## Tenisová kariéra
Premiérové finále na okruhu WTA si zahrála na uzbeckém turnaji Tashkent Open 2011. S dvojčetem Ljudmylou Kičenokovou v něm však prohrály s řecko-ruským párem Eleni Daniilidou a Vitalija Ďjačenková. Ve finále lednového Shenzhen Open 2014 opět se sestrou nestačily na rumunsko-českou dvojici Monica Niculescuová a Klára Zakopalová. První titul se sourozenkyní vybojovala na lednovém Shenzhen Open 2015 v Šen-čenu, kde v závěrečném duelu zdolaly Číňanky Liang Čchen a Wang Ja-fan ve dvou setech.
Po boku Ljudmyly Kičenokové ovládla čtyřhru na závěrečné události sezóny, čuchajském WTA Elite Trophy 2018. Po výhře bugenvileové skupiny zvládly i finálový duel proti japonsko-běloruským turnajovým čtyřkám, Šúko Aojamové a Lidziji Marozavové. Premiérovou deblovou trofej v kategorii WTA 500 vybojovala na březnovém St. Petersburg Ladies Trophy 2021 v Petrohradu. S Rumunkou Ioanou Ralucou Olaruovou odehrály soutěž z pozice nejvýše nasazených. Ve finále přehrály americké turnajové dvojky, Kaitlyn Christianovou se Sabrinou Santamariovou.

## Finále na okruhu WTA Tour

### Čtyřhra: 32 (11–11)
| Legenda                                      |
| -------------------------------------------- |
| Grand Slam (0)                               |
| Turnaj mistryň (0)                           |
| WTA Elite Trophy (1–0)                       |
| Premier Mandatory & Premier 5 / WTA 1000 (0) |
| Premier / WTA 500 (1–4)                      |
| International / WTA 250 (9–7)                |

| Stav       | č.  | datum         | turnaj                    | kategorie     | povrch     | spoluhráčka           | soupeřky ve finále                             | výsledek              |
| ---------- | --- | ------------- | ------------------------- | ------------- | ---------- | --------------------- | ---------------------------------------------- | --------------------- |
| Finalistka | 1.  | září 2011     | Taškent, Uzbekistán       | International | tvrdý      | Ljudmyla Kičenoková   | Eleni Daniilidou Vitalija Ďjačenková           | 4–6, 3–6              |
| Finalistka | 2.  | leden 2014    | Šen-čen, Čína             | International | tvrdý      | Ljudmyla Kičenoková   | Monica Niculescuová Klára Zakopalová           | 3–6, 4–6              |
| Vítězka    | 1.  | leden 2015    | Šen-čen, Čína             | International | tvrdý      | Ljudmyla Kičenoková   | Liang Čchen Wang Ja-fan                        | 6–4, 7–6(8–6)         |
| Finalistka | 3.  | květen 2015   | Štrasburk, Francie        | International | antuka     | Čeng Saj-saj          | Čuang Ťia-žung Liang Čchen                     | 6–4, 4–6, [10–12]     |
| Vítězka    | 2.  | srpen 2016    | Florianópolis, Brazílie   | International | tvrdý      | Ljudmyla Kičenoková   | Tímea Babosová Réka Luca Janiová               | 6–3, 6–1              |
| Finalistka | 4.  | duben 2017    | Monterrey, Mexiko         | International | tvrdý      | Dalila Jakupovićová   | Nao Hibinová Alicja Rosolská                   | 2–6, 6–7 (4–7)        |
| Vítězka    | 3.  | duben 2017    | Istanbul, Turecko         | International | antuka     | Dalila Jakupovićová   | Nicole Melicharová Elise Mertensová            | 7–6 (8–6) , 6–2       |
| Finalistka | 5.  | květen 2018   | Štrasburk, Francie        | International | antuka     | Anastasia Rodionovová | Mihaela Buzărnescuová Raluca Olaruová          | 5–7, 5–7              |
| Finalistka | 6.  | červenec 2018 | San José, Spojené státy   | Premier       | tvrdý      | Ljudmyla Kičenoková   | Květa Peschkeová Latisha Chan                  | 4–6, 1–6              |
| Vítězka    | 4.  | listopad 2018 | Ču-chaj, Čína             | Elite Trophy  | tvrdý      | Ljudmyla Kičenoková   | Šúko Aojamová Lidzija Marozavová               | 6–4, 3–6, [10–7]      |
| Vítězka    | 5.  | leden 2020    | Hobart, Austrálie         | International | tvrdý      | Sania Mirzaová        | Pcheng Šuaj Čang Šuaj                          | 6–4, 6–4              |
| Vítězka    | 6.  | březen 2021   | Petrohrad, Rusko          | WTA 500       | tvrdý (h)  | Ioana Raluca Olaruová | Kaitlyn Christianová Sabrina Santamariová      | 2–6, 6–3, [10–8]      |
| Finalistka | 7.  | červen 2021   | Bad Homburg, Německo      | WTA 250       | tráva      | Ioana Raluca Olaruová | Darija Juraková Andreja Klepačová              | 3–6, 1–6              |
| Vítězka    | 7.  | srpen 2021    | Chicago, Spojené státy    | WTA 250       | tvrdý      | Ioana Raluca Olaruová | Ljudmyla Kičenoková Makoto Ninomijová          | 7–6(8–6), 5–7, [10–8] |
| Finalistka | 8.  | říjen 2021    | Moskva, Rusko             | WTA 500       | tvrdý (h)  | Ioana Raluca Olaruová | Jeļena Ostapenková Kateřina Siniaková          | 2–6, 6–4, [8–10]      |
| Vítězka    | 8.  | říjen 2022    | Tallinn, Estonsko         | WTA 250       | tvrdý (h)  | Ljudmyla Kičenoková   | Nicole Melichar-Martinezová Laura Siegemundová | 7–5, 4–6, [10–7]      |
| Finalistka | 9.  | únor 2023     | Linec, Rakousko           | WTA 250       | tvrdý (h)  | Anna-Lena Friedsamová | Natela Dzalamidzeová Viktória Hrunčáková       | 6–4, 5–7, [10–12]     |
| Vítězka    | 9.  | září 2023     | Ósaka, Japonsko           | WTA 250       | tvrdý      | Anna-Lena Friedsamová | Anna Kalinská Julia Putincevová                | 7–6(7–3), 6–3         |
| Finalistka | 10. | duben 2024    | Charleston, Spojené státy | WTA 500       | antuka (z) | Ljudmyla Kičenoková   | Ashlyn Kruegerová Sloane Stephensová           | 6–1, 3–6, [7–10]      |
| Finalistka | 11. | 2. února 2025 | Linec, Rakousko           | WTA 500       | tvrdý      | Ljudmyla Kičenoková   | Tímea Babosová Luisa Stefaniová                | 6–3, 5–7, [4–10]      |
| Vítězka    | 10. | červenec 2025 | Hamburk, Německo          | WTA 250       | antuka     | Makoto Ninomijová     | Anna Bondárová Arantxa Rusová                  | 6–4, 3–6, [11–9]      |
| Vítězka    | 11. | červenec 2025 | Praha, Česko              | WTA 250       | antuka     | Makoto Ninomijová     | Lucie Havlíčková Laura Samson                  | 1–6, 6–4, [10–7]      |

## Finále série WTA 125

### Čtyřhra: 2 (0–2)
| Legenda       |
| ------------- |
| WTA 125 (0–2) |

| Stav       | č. | datum         | turnaj                 | povrch    | spoluhráčka           | soupeřky ve finále               | výsledek               |
| ---------- | -- | ------------- | ---------------------- | --------- | --------------------- | -------------------------------- | ---------------------- |
| Finalistka | 1. | listopad 2022 | Midland, Spojené státy | tvrdý (h) | Anna-Lena Friedsamová | Asia Muhammadová Alycia Parksová | 2–6, 3–6               |
| Finalistka | 2. | květen 2023   | Paříž, Francie         | antuka    | Alycia Parksová       | Anna Danilinová Věra Zvonarevová | 7–5, 6–7(2–7), [12–14] |

## Finále na okruhu ITF
| Turnaje 100 000 $ |
| Turnaje 75 000 $  |
| Turnaje 50 000 $  |
| Turnaje 25 000 $  |
| Turnaje 10 000 $  |

### Dvouhra: 11 (4–7)
| Stav       | č. | datum             | turnaj               | povrch    | soupeřka ve finále       | výsledek                   |
| ---------- | -- | ----------------- | -------------------- | --------- | ------------------------ | -------------------------- |
| Finalistka | 1. | 16. října 2009    | Charkov, Ukrajina    | koberec   | Ljudmyla Kičenoková      | 7–6 (7–2) , 2–6, 3–6       |
| Finalistka | 2. | 30. dubna 2011    | Minsk, Bělorusko     | tvrdý     | Olga Pučkovová           | 2–6, 5–7                   |
| Finalistka | 3. | 20. května 2012   | Fergana, Uzbekistán  | tvrdý     | Donna Vekićová           | 2–6, 2–6                   |
| Finalistka | 4. | 2. června 2012    | Kárši, Uzbekistán    | tvrdý     | Xenia Milevská           | 4–6, 5–7                   |
| Vítězka    | 1. | 9. června 2012    | Karši, Uzbekistán    | tvrdý     | Tadeja Majerićová        | 6–3, 7–6 (7–3)             |
| Finalistka | 5. | 21. září 2012     | Joškar-Ola, Rusko    | tvrdý     | Margarita Gasparjanová   | 5–7, 6–7 (3–7)             |
| Finalistka | 6. | 11. ledna 2013    | Čchüan-čou, Čína     | tvrdý     | Varatčaja Vongteančajová | 2–6, 7–6 (7–5) , 6–7 (5–7) |
| Finalistka | 7. | 30. března 2013   | Tallinn, Estonsko    | tvrdý     | Aljaksandra Sasnovičová  | 6–7 (3–7) , 2–6            |
| Vítězka    | 2. | 20. dubna 2013    | Namangan, Uzbekistán | tvrdý     | Oxana Kalašnikovová      | 6–2, 6–3                   |
| Vítězka    | 3. | 28. července 2013 | Astana, Kazachstán   | tvrdý     | Maria João Köhlerová     | 6–4, 7–5                   |
| Vítězka    | 4. | 9. listopadu 2013 | Astana, Kazachstán   | tvrdý (h) | Ilona Kremenová          | 6–3, 6–1                   |

## Postavení na konečném žebříčku WTA

### Dvouhra
| Rok    | 2007 | 2008   | 2009   | 2010   | 2011   | 2012   | 2013   | 2014   | 2015   | 2016   | 2019   | 2020   | 2021    | 2022   | 2023 | 2024 |
| Pořadí | 889. | ▲ 781. | ▲ 597. | ▲ 473. | ▼ 491. | ▲ 254. | ▲ 107. | ▼ 188. | ▼ 266. | ▼ 490. | ▼ 621. | ▼ 653. | ▼ 1410. | ▲ 685. | —    | —    |

### Čtyřhra
| Rok    | 2008 | 2009   | 2010   | 2011   | 2012   | 2013   | 2014  | 2015  | 2016  | 2017  | 2018  | 2019  | 2020  | 2021  | 2022  | 2023  | 2024  |
| Pořadí | 379. | ▲ 282. | ▲ 161. | ▲ 144. | ▲ 111. | ▲ 107. | ▲ 95. | ▲ 59. | ▼ 67. | ▲ 49. | ▲ 37. | ▼ 40. | ▼ 50. | ▲ 31. | ▼ 77. | ▼ 53. | ▲ 40. |